# Serraca crassestrigata
Serraca crassestrigata là một loài bướm đêm trong họ Geometridae.